# سیلوس، آمازوناس
سیلوس (به انگلیسی: Silves) یک شهرداری در آمازوناس برزیل است. این شهرداری در ۱۰ کیلومتری به طور مستقیم در شمال یا حدود ۴۰ کیلومتری از رود آمازون و ۲۰۰ کیلومتری شرق مانائوس  و در نزدیکی مرز ایالت پارا واقع شده است. جمعیت آن ۹٬۰۴۶ نفر (۲۰۰۵) و مساحت آن ۳٬۷۴۹ کیلومتر مربع (۱۴۴۷ مایل مربع) است.

## تاریخچه
شهرداری سیلوس یکی از قدیمی‌ترین شهرداری‌ها در ایالت آمازوناس است. این شهرداری در سال ۱۶۶۰ تأسیس شد (بعضی از منابع می گویند ۱۶۶۳).